# جون براين تايلور
جون براين تايلور (بالإنجليزية: John Bryan Taylor)‏ (و. 1928 –  م) هو فيزيائي، وعالم نووي من المملكة المتحدة . 
وهو عضواً في الجمعية الملكية .

## التعليم
تعلم في جامعة برمنجهام

## مناصب وهيئات
أدار جامعة تكساس في أوستن.

## جوائز
حصل على جوائز منها:
- جائزة هانز ألففين [الإنجليزية]‏ (2004)
- جائزة جيمس كلارك ماكسويل في فيزياء الهيولى [الإنجليزية]‏ (1999)
- جائزة ماكس بورن [الإنجليزية]‏ (1979)
- زمالة الجمعية الملكية.